# Heterusia sinuosa
Heterusia sinuosa là một loài bướm đêm trong họ Geometridae.